# (12065) Jaworski
(12065) Jaworski (1998 FA33) – planetoida z pasa głównego asteroid okrążająca Słońce w ciągu 3,71 lat w średniej odległości 2,4 j.a. Odkryta 20 marca 1998 roku.